# Gudrun Brost
Gudrun Lisa Johanna Brost (født 6. april 1910 i Malmø, død 28. juni 1993 i Stockholm) var en svensk skuespillerinde. Hun medvirkede i mere end 40 film mellem 1936 og 1986 som blandt andet inkluderede Pigen og hyacinten (1950), Det syvende segl (1957) og Raggartøsen (1962).

## Privatliv
Brost var mor til skuespilleren Johannes Brost (1946-2018). Hun ligger begravet på Veinge kyrkogård i Laholms kommun.

## Udvalgt filmografi
- Adolf i trøjen (1936, ukrediteret)
- Stakkels millionærer (1937)
- Juninatten (1940)
- Veritas forhersker byen (1941)
- Den gule klinik (1942)
- Anna Lans (1943)
- Pigen og hyacinten (1950)
- Gøglernes aften (1953)
- Det syvende segl (1957, ukrediteret)
- Jomfrukilden (1960)
- Raggartøsen (1962)
- Giftsnogen (1966)
- Her har du dit liv (1966)
- Ulvetimen (1968)
- Som havets nøgne vind (1968)
- Gangsterfilmen (1974)
- Tabu (1977)
- Vores år (tv-serie, 1980)